# Веласко (граф Памплоны)
Вела́ско Гаско́нец (исп. Velasco el Guscón, араб. بلشك الجلشقي‎, Balask al-Yalasqi; погиб в 816) — граф Памплоны (799—816).

## Биография
Веласко происходил из знатной семьи, называвшейся по имени её основателя, деда Веласко Гасконца, семьёй Веласкотенес (или Веласко). В 780-х годах это семейство, вероятно, имело владения в области Сиртания (в долине реки Арагон). Отец Веласко, Галиндо Веласкотенес, упоминается в 781 году как правитель, подчинённый эмиром Абд ар-Рахманом I и вынужденный отдать одного из своих сыновей в заложники маврам. Неизвестно, был ли это Веласко, или его брат, будущий граф Арагона Гарсия I Злой. Семья Веласкотенес в управлении своими владениями опиралась на союз с соседними христианскими государствами (Франкским государством и королевством Астурия). Историки предполагают, что семья Веласко вскоре после 781 года была изгнана из своих владений мусульманами, так как дальнейшая деятельность членов этой семьи не была связана с Арагоном до 810-х годов.
В феврале 799 года семья Веласкотенес организовала убийство назначенного в предыдущем году вали Памплоны Мутаррифа ибн Мусы из семьи Бану Каси. Графом ставшей независимой от Кордовского эмирата Памплоны был избран Веласко Гасконец. Некоторые историки предполагают, что в период 799—803 годов правителем Памплоны был Иньиго Хименес из семьи Ариста, захвативший здесь власть с помощью своих родственников из Бану Каси и изгнанный в 803 году Веласко во время мятежа Бану Каси против эмира Кордовы, однако современных событиям документов, подтверждающих это мнение, пока не обнаружено.

Графство Памплона в составе Испанской марки.

В 806 году в Памплоне произошёл мятеж, целью которого было вновь передать город под власть мавров. Восстание было подавлено войском, посланным королём Аквитании Людовиком Благочестивым, после чего граф Веласко признал над собой власть императора франков, а Памплона в качестве графства была включена в создаваемую для защиты от мусульман Испанскую марку. Вместе с другими франкскими графами Веласко участвовал в походах против мавров, но после смерти в 809 году графа Арагона Авреола был вынужден перейти к обороне своих владений. В 812 году, после подавления мятежа в герцогстве Васкония, Людовик Благочестивый прибыл во главе войска в Памплону, где принял меры для предотвращения здесь возможного восстания. Покинув столицу графства, король узнал о заговоре некоторых местных басков, которые планировали завлечь войско франков в засаду в горах. Взяв в заложники жён и детей знатных басков, Людовик беспрепятственно прошёл опасные ущелья Пиренейских гор и возвратился в Аквитанию. Примерно к этому же времени относится заключение брака между братом графа Веласко — Гарсией — и Матроной, дочерью нового графа Арагона Аснара I Галиндеса.
В 816 году по приказу эмира ал-Хакама I военачальник Абд аль-Карим ибн Абд аль-Вахид ибн Мугит совершил поход в горные районы, населённые христианами. В битве при Панкорбо на реке Орон (около современного города Миранда-де-Эбро) он разбил войско короля Астурии Альфонсо II. В арабских исторических хрониках (в том числе, в труде Ибн Хайяна) сообщается, что на стороне короля Астурии сражался и отряд во главе с Веласко Гасконцем (Velasco al-Galasqui). Затем Абд аль-Карим ибн Мугит двинулся на Памплону и захватил город. Во время этих событий граф Веласко погиб и его преемником в Памплоне стал женатый на его единственной дочери Онеке Иньиго Ариста, опиравшийся, в отличие от своего преемника, не на франков, а на союз с маврами из Бану Каси.